# Asko Künnap

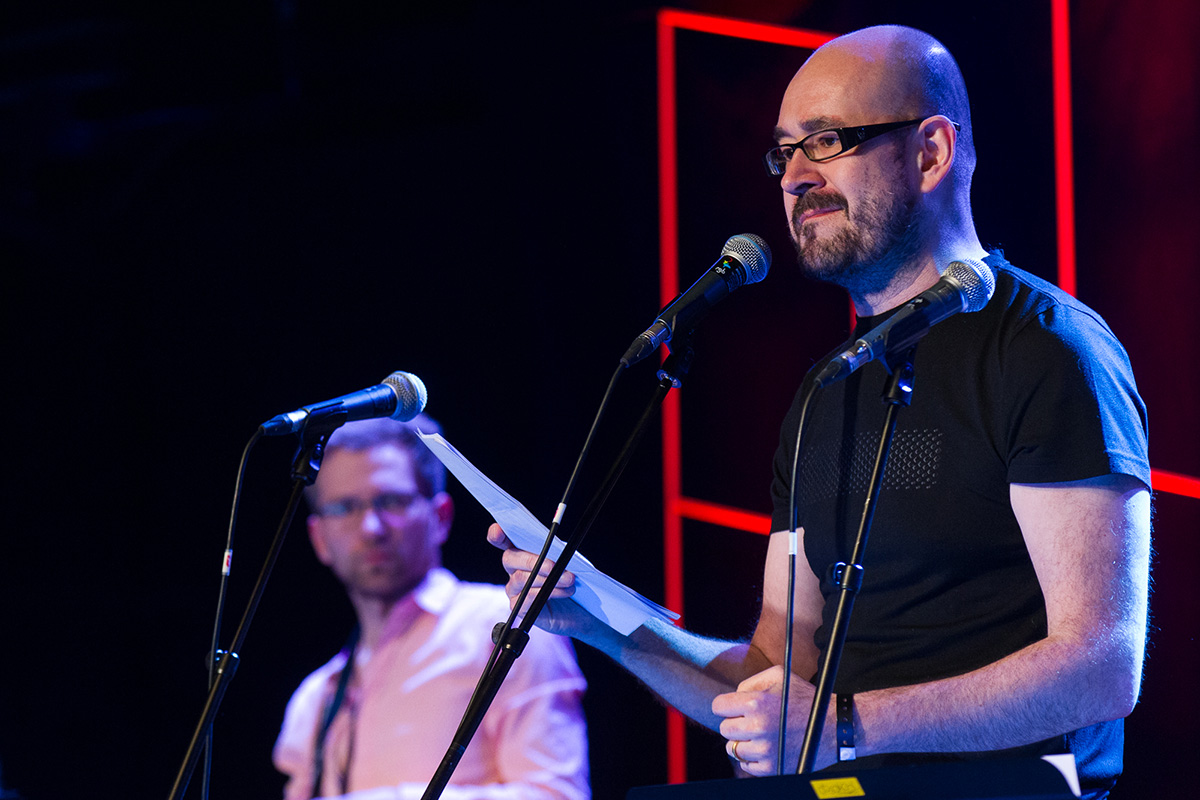
Asko Künnap, 2015

Asko Künnap (* 6. September 1971 in Tartu) ist ein estnischer Designer, Illustrator und Schriftsteller der Gegenwart.

## Leben und Werk
Nach dem Besuch der Kunstschule für Kinder in Tartu (1980–1984), folgte 1989–1995 ein Studium von Grafik- und Industriedesign an der estnischen Kunstakademie, das durch ein Innenarchitektursstudium in Oslo abgerundet wurde.
Seit 1991 ist er als freier Designer und Illustrator, seit 1993 mit eigener Firma tätig. Seine Gedichtbände sind Gesamtkunstwerke, in denen Design und Inhalt symbiotisch korrelieren, wie der Autor auch in einem Interview erläuterte: „Wenn der Gestalter Künnap fand, dass auf dieser Seite 12 Zeilen und nicht mehr sein mussten, dann hat der Dichter Künnap ohne Widerstand zu leisten das Gedicht um zwei Zeilen gekürzt, und wenn der Dichter Künnap fand, dass er in seinem Gedicht vier Wörter besonders hervorheben wollte, obwohl der Gestalter ursprünglich nur eine Schrifttype verwenden wollte, dann hat sich der Gestalter nicht quergestellt. Ideal!“
Für seine Werke erhielt er 2003–2005 je einen Preis für bestes Buchdesign, nachdem er bereits 2000 eine Auszeichnung für ein gelungenes CD-Cover und einen Werbeclip erhalten hatte. Außerdem wurde er 2003 für sein Lyrikdebüt geehrt. In der Kritik wurde er auch schon mal als „interessantester und individuellster“ estnischer Dichter des neuen Jahrhunderts gelobt.

## Auszeichnungen
- 2004 Jahrespreis des Estnischen Kulturkapitals (Lyrik)

## Bibliografie
- (gemeinsam mit Jürgen Rooste und Karl Martin Sinijärv:) Neid vigu me ei korda ('Die Fehler machen wir nicht noch mal'). Tallinn: Näo Kirik 2000. 64 S.
- (gemeinsam mit Jürgen Rooste, Karl Martin Sinijärv, Triin Soomets und Elo Viiding:) Kaardipakk ('Kartenstapel'). Näo Kirik 2001. 56 Spielkarten mit Gedichten.
- Ja sisalikud vastasid [kolmes kirjas] ('Und die Eidechsen antworteten [in drei Schrifttypen]'). s. l.: Näo Kirik 2003. 61 S.
- Kõige Ilusam Sõda ('Der Schünste Krieg'). [Tallinn:] Näo Kirik 2004. 93 S.
- (gemeinsam mit Jürgen Rooste, Karl Martin Sinijärv, Triin Soomets, Elo Viiding) Kaardipakk kaks ('Kartenstapel zwei'). Näo Kirik 2006. 2 × 56 Karten.
- (gemeinsam mit Jürgen Rooste und Karl Martin Sinijärv) KünnapRoosteSinijärv: 2008...9. s. l.: Näo Kirik ja Ühinenud Eesti Karmavõlglased 2008. 95 S. [Beilage von Vikerkaar 12/2008]
- Su ööd on loetud ('Deine Nächte sind gezählt'). Tallinn: Näo Kirik 2008. 96 S.
- (gemeinsam mit Jürgen Rooste und Karl Martin Sinijärv): Eesti haiku ('Estnischer Haiku'). Tallinn: Näo Kirik 2010. 93 S.
- Mardikate määraja ('Käferbestimmungsbuch'). Tallinn: Näo Kirik 2011. 93 S.
- Mälestused ('Erinnerungen'). Tallinn: Näo Kirik 2011. [96 S.]
- (gemeinsam mit Jürgen Rooste und Karl Martin Sinijärv): Kuradiratas ('Teufelsrad'). s. l.: Näo Kirik 2018.
- Keravälk koputab tulles ('Der Kugelblitz klopft, wenn er kommt'). Tallinn: Näo Kirik 2019. 112 S.
- Minu riik ('Mein Reich'). s. l.: Seitse Sõlme 2021. 110 S.

## Übersetzungen
- Englisch:
  - Your nights are numbered. Translations by Miriam McIlfatrick-Ksenofontov. Tallinn: Näo Kirik 2018. 69 S.
  - That side of the river. Translations by Miriam McIlfatrick-Ksenofontov. [Tallinn:] Face Church 2018. 77 S.
- Finnisch:
  - Aika sattuu. Vironhaikuja. Suomentanut Hannu Oittinen. [Tampere:] Palladium Kirjat 2011. 87 S.
  - Yösi ovat luetut. Suomentanut Hannu Oittinen. Turku [etc.]: Savukeidas 2015. 93 S.
  - Pallosalama koputtaa tullessaan. Suomentanut Hannu Oittinen. Vantaa: Enostone 2020. 109 S.

Auf Deutsch liegen lediglich Proben in Zeitschriften und Anthologien vor:
- Der allerschönste Krieg. Übersetzt von Gisbert Jänicke, in: Estonia 2006, S. 135–145.
- Dort unten in den südestnischen Bergen – Der Mond tanz auf seinem Hof. Übersetzt von Cornelius Hasselblatt, in: Grand Tour. Reisen durch die junge Lyrik Europas. Im Auftrag der Deutschen Akademie für Sprache und Dichtung herausgegeben von Federico Italiano und Jan Wagner. München: Carl Hanser 2019, S. 458–459.